# John Hron
John Hron   (25 de gener de 1981 - Kode, 17 d'agost de 1995) fou un noi suec de 14 anys que va ser torturat fins a la mort i ofegat per quatre joves neonazis. Un mes abans de morir, Hron havia guanyat una medalla de bronze als campionats nacionals de piragüisme juvenil.

## Assassinat
Hron havia acampat amb un amic al petit llac Ingetorpssjön a prop de la seva ciutat natal Kode al municipi de Kungälv la nit del seu assassinat. Van aparèixer quatre joves (Mikael Fjällholm de 15 anys, un jove de 17 anys i dos de 18 anys, un dels quals Daniel Hansson), que tenien forts lligams amb la subcultura skinhead neonazi i sobretot la militància amb la xarxa nazi Vitt Ariskt Motstånd. Hron coneixia de l'escola el més jove, Mikael Fjällholm. Mikael, que havia estat un abusador a l'escola on ell Hron va assistir, havia arribat a declarar que: "Deu haver espantat tots els últims alumnes d'aquesta escola". Hron, que era conegut per parlar sobre el que pensava lliurement, havia entrat en conflicte amb Mikael i la colla neonazi abans que la banda amenacés de matar-lo.
La nit del 17 d'agost de 1995, mentre Hron anava a acampar amb el seu amic Christian, el grup de neonazis va pujar al càmping a prop del llac, i Daniel Hansson va llançar una llauna de cervesa a la cara d'Hron i li va dir que digués que ell "estima el nazisme", punxant-lo diverses vegades a la cara, mentre que els altres reien. Hron, conegut per resistir-se contra el racisme, es va negar a dir-ho i va tornar a ser colpejat brutalment per això.
Els quatre van començar a xutar-li al cap, colpejant-lo, llançant-li pesades llaunes de cervesa a la cara i emprenyant-lo verbalment. Intercanviaven els cops amb un cínic comportament simpàtic, oferint-li cerveses i demanant disculpes, només per continuar colpejant-lo brutalment de nou, en el que es va descriure com una tortura sàdica del gat i el ratolí que va durar durant hores. Li van solar un cop de peu que li donà a la part posterior del cap, li van colpejar el coll amb una peça de llenya flamant i el van cremar, li van picar l'estómac, van destruir les seves pertinences i van calar foc a la tenda que havia compartit amb Christian. Hron i Christian van suplicar diverses vegades als neonazis que els deixessin tornar a casa, però això simplement va enfadar la colla que va continuar colpejant Hron fins que ja no va poder aguantar més. Hron va ser finalment empès al llac, encara viu. Va intentar nedar lluny dels assassins, quan els neonazis van cridar a Hron que nedés de nou cap a ells, amenaçant de matar a Christian si no ho feia, i Hron va decidir nedar de nou cap on eren els neonazis per salvar la vida del seu amic. Christian es va veure obligat a cridar a Hron "torna o em mataran".
La tortura va continuar mentre dos dels atacants més actius van col·locar el seu cos en una posició perquè poguessin seguir xutant-lo i colpejar-lo al cap durant diversos minuts amb les botes. Després que Hron va quedar inconscient, van tornar a rodar el seu cos fracturat a l'aigua. Es va enfonsar fins al fons i es va ofegar. Els metges digueren posteriorment que, si no s'hagués deixat enfonsar el cos al llac possiblement Hron haruia sobreviscut malgrat els danys causats al cos i al cap per la pallissa. Christian, va arribar a casa i va alertar les autoritats. Els dos assassins que van sortir al lloc dels fets van caragolar-se una cigarreta mentre miraven que el cos d'Hron s'enfonsava fins al fons del llac, mentre bromejaven respecte al que havien fet amb els altres dos atacants.

## Conseqüències, repercussió pública i persecució
Al judici, el noi de divuit anys que era la principal persona que hi havia darrere dels maltractaments, Daniel Hansson, va ser condemnat a vuit anys de presó per assassinat. Va ser alliberat l'1 de gener de 2001. Mikael Fjällholm, el jove de quinze anys, va ser condemnada a un centre d'atenció juvenil institucional on restaria tancat cinc anys. Els altres dos, John Billing i un altre més conegut com a BM, van ser condemnats a deu i quatre mesos de presó per agredir i per no alertar les autoritats sobre l'assalt i l'assassinat en curs, respectivament.
El cas va rebre atenció nacional a Suècia. El públic va quedar commocionat per una notícia de tal violència i es va produir una onada d'enormes manifestacions antiracistes per homenatjar la memòria d'Hron. El 1996, Hron va rebre pòstumament el premi Stig Dagerman inaugural per a la lliure expressió i la pau mundial.
Des de llavors, la tomba d'Hron ha estat profanada diverses vegades pels neonazis. L'assassí Daniel Hansson abans havia apunyalat un home en un crim anterior com a delinqüent juvenil i era un alcohòlic adolescent, i almenys dos dels joves assassins se sospitava de tenir una inestabilitat mental no tractada i un comportament violent en la seva infància. Una altra de la colla formava part d'una trama per atacar violentament un esdeveniment esportiu. Tots ells eren neonazis actius, alguns implicats en l'organització violenta Vitt Ariskt Motstånd (VAM), que es tradueix en "Resistència ària blanca". Es trobaren fulls volants i propaganda racistes a totes les seves cases. Durant l'assassinat van portar samarretes amb imatges Adolf Hitler i insígnies nazis a les "jaquetes bomber". A la presó, un d'ells va formar part de la banda de presons criminals "Ariska Brödraskapet" (una versió sueca de la "Aryan Brotherhood", però no hi ha lligams ni connexions amb la banda nord-americana excepte la inspiració). Un dels assassins més tard va ser apunyalat als ulls amb un tornavís durant la seva condemna a la presó per un altre nazi, perjudicant-li greument la vida al centre penitenciari. Daniel Hansson va ser condemnat després de la seva posada en llibertat per més delictes, incloent-hi abusar i pegar a la seva xicota. Tots ells provenien de cases fracturades i famílies disfuncionals.